# Заставье (Зарянская сельская община)
Заставье (укр. Застав'я) — село в Зарянской сельской общине Ровненского района Ровненской области Украины.
Население по переписи 2001 года составляло 251 человек. Почтовый индекс — 35315. Телефонный код — 362. Код КОАТУУ — 5624684907.